# Lockheed JetStar
Lockheed JetStar (обозначения разработчика L-329 и L-1329; в ВВС США — C-140) — американский реактивный административный самолёт (бизнес-джет). Разработан и серийно производился предприятием Lockheed Corporation с 1960 по 1978 г. Первый реактивный самолёт, специально спроектированный для административных перевозок. Всего выпущено 204 самолёта.

## Разработка
Самолёт JetStar разрабатывался компанией Lockheed в инициативном порядке. Первый полёт прототипа был выполнен 4 сентября 1957 года. Было построено два прототипа, оснащённых двумя двигателями Bristol-Siddeley Orpheus; второй прототип был оснащён вытянутыми топливными баками, встроенными в крыло. Из-за возникших разногласий с компаний Bristol-Siddeley не удалось организовать производство двигателей Orpheus в США, как предполагалось в ходе проекта. В результате компания Lockheed изменила конфигурацию самолёта. Второй прототип в 1959 году был оснащён четырьмя двигателями Pratt & Whitney JT12. Топливные баки были убраны с крыла. В таком виде самолёт был одобрен к производству и запущен в серию (и коммерческую эксплуатацию) в 1961 году.
16 самолётов первой серии были закуплены ВВС США и обозначены C-140A. Самолёты использовались для административных перевозок армейского руководства и для калибровки средств радионавигации. Впоследствии для этих целей были закуплены ещё 11 самолётов. Данные машины использовались до 1980-х годов. Несколько самолётов в варианте для перевозки военного руководства были закуплены Германией и Канадой.
Вступившие в силу в США новые нормативы по шумности самолётов, а также высокий расход топлива самолётами первых серий потребовали модернизации самолёта. На самолёт были установлены турбовентиляторные двигатели Garrett AiResearch TFE731 и вновь установлены внешние крыльевые баки. Новая машина получила обозначение 731 JetStar, а впоследствии — JetStar II. 40 самолётов этой серии было выпущено с 1976 по 1979 годы.

## Конструкция самолёта
Самолёт JetStar выполнен по обычной аэродинамической схеме моноплана с низкорасположенным крылом. Стреловидность крыла — 30°. Крыло оборудовано крупными топливными баками, расположенными поперек конструкции крыла и выступающими вперёд и назад. Механизация крыла включает в себя предкрылок и двухщелевые закрылки. Горизонтальный цельноотклоняемый стабилизатор расположен посередине киля. Внизу фюзеляжа расположен воздушный тормоз. Четыре двигателя расположены попарно в задней части фюзеляжа.
JetStar — относительно крупный самолёт для своего класса. Максимальный взлётный вес приближается к 20 тоннам. В стандартной компоновке салона (с туалетной комнатой) самолёт рассчитан на перевозку 8 пассажиров, в уплотнённой компоновке — до 10. Центральный проход в салоне опущен относительно кресел для обеспечения достаточной высоты потолка салона.
Модель JetStar II отличается, кроме других двигателей, несколько другими обводами фюзеляжа и крыла.

## Эксплуатация

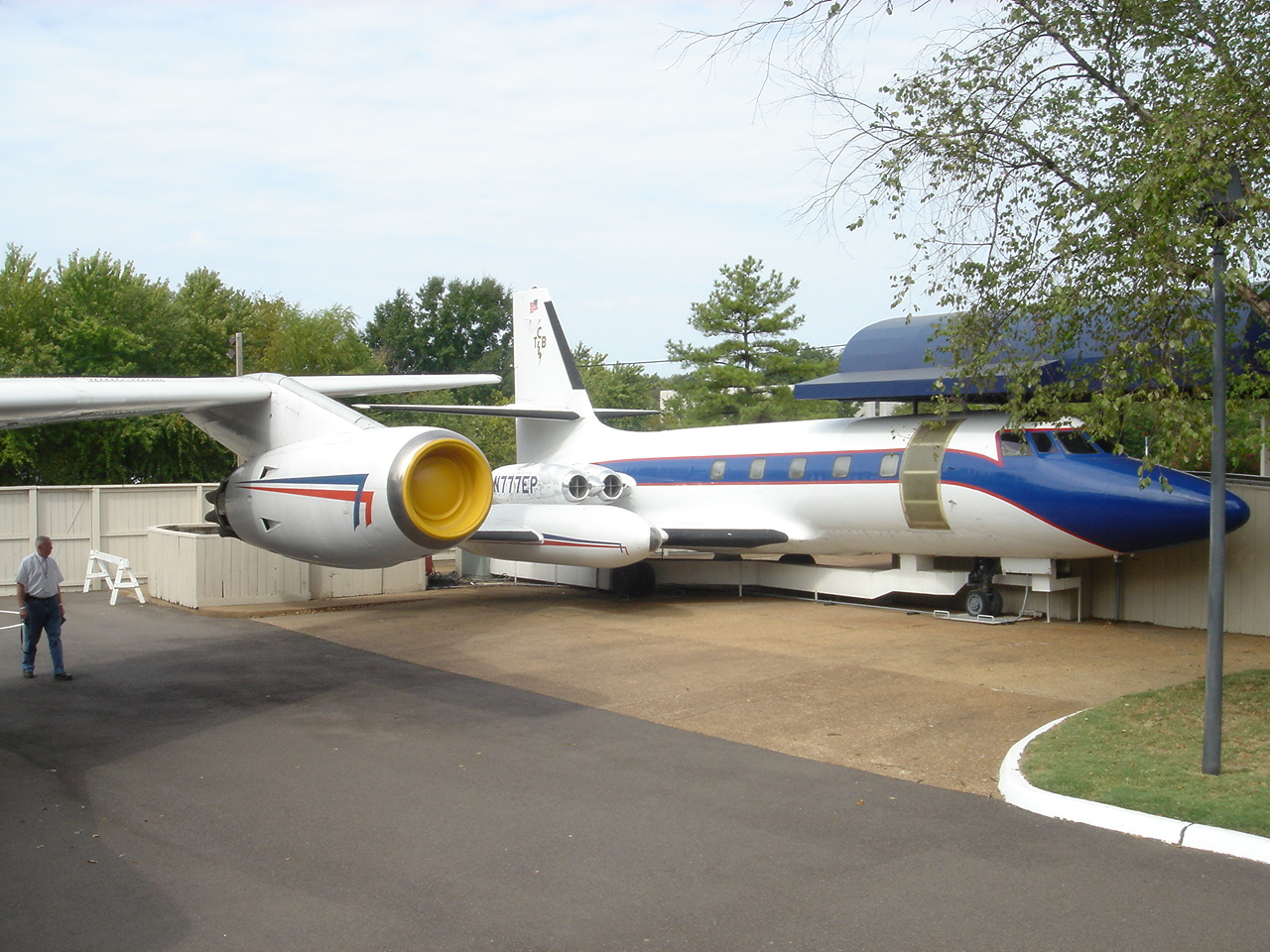
JetStar Элвиса Пресли

Самолёт использовался гражданскими авиаперевозчиками Канады (Министерство транспорта) и Ираком (а/к Iraqi Airways). Среди военных эксплуатантов — военные ведомства ФРГ, Индонезии, Ирана, Ирака, Кувейта, Ливии, Мексики, США, Саудовской Аравии.
Среди известных частных владельцев самолёта был популярный американский певец Элвис Пресли, эксплуатировавший модель Lockheed L-1329 JetStar 6.

## Лётно—технические характеристики
Экипаж: 2 пилота + стюард
Пассажировместимость: 8-10
Длина: 18,41 м
Размах крыла: 16,59 м
Высота: 6,22 м
Площадь крыла: 50,4 м²
Вес (пустой): 11 226 кг
Максимальный взлётный вес: 20 185 кг
Силовая установка: 4×ТРДД Garrett TFE731-3 тягой 16,5 кН каждый
Максимальная скорость: 880 км/ч на высоте 9145 м
Крейсерская скорость: 811 км/ч
Дальность: до 4820 км
Практический потолок: 13 105 м

## Аварии и катастрофы
По состоянию на 24 июля 2020 года в авариях и катастрофах было потеряно 13 самолётов Lockheed JetStar. При этом погибли 35 человек.
| Дата       | Бортовой номер | Место          | Жертвы   | Краткое описание |
| ---------- | -------------- | -------------- | -------- | --- |
| 07.11.1962 | 59-5961        | Уорнер-Робинс  | 5/6      | Разбился в конце ВПП. |
| 16.01.1968 | CA+102         | Бремен         | 2+0/н.д. | Столкнулся в воздухе с учебным самолётом Piaggio P.149. Lockheed JetStar совершил аварийную посадку в поле, Piaggio P.149 разбился. |
| 27.12.1972 | N400M          | Саранак-Лейк   | 3/3      | Столкнулся с деревьями. |
| 25.03.1976 | N1EfM          | Чикаго         | 4/4      | Прерванный взлёт. |
| 11.02.1981 | N520S          | Уэстчестер     | 8/8      | Разбился в лесу из-за технической неисправности.                                                                                    |
| 29.03.1981 | N267L          | Лондон         | 0/9      | Приземлился мимо полосы. |
| 16.01.1983 | 5A-DAR         | около Триполи  | 2/2      | Исчез спустя 3 минуты после взлёта. Обломки не были найдены.                                                                        |
| 06.01.1990 | N96GS          | Майами         | 1/2      | Разбился при взлёте. |
| 05.01.1995 | 1003           | Исфахан        | 12/12    | Разбился во время вынужденного захода на посадку. На борту находился генерал Мансур Саттари.                                        |
| 15.11.1995 | XA-MIK         | Гвадалахара    | 0/9      | Отказ гидравлики. Совершил аварийную посадку.                                                                                       |
| 27.11.1998 | N787WB         | Остин          | 0/3      | Повреждение шасси при посадке. |
| 24.10.2005 | N375MD         | Форт-Лодердейл | 0/0      | Повреждён во время урагана. |
| 10.03.2006 | N116DD         | Даллас         | 0/3      | Совершил жёсткую посадку. |